# Clifford Rozier
Clifford Glen Rozier II (Bradenton, 31 ottobre 1972 – 6 luglio 2018) è stato un cestista statunitense, professionista nella NBA e in Spagna.

## Carriera
È stato selezionato dai Golden State Warriors al primo giro del Draft NBA 1994 (16ª scelta assoluta).

## Palmarès
- McDonald's All-American Game (1990)
- NCAA AP All-America First Team (1994)
- Campione CBA (1998)